# Deutsche Oper am Rhein
Die Deutsche Oper am Rhein Düsseldorf Duisburg gGmbH ist eine Theatergemeinschaft der Städte Düsseldorf und Duisburg, die in einer langen Tradition der Zusammenarbeit zwischen den beiden Großstädten steht und neben Oper und Operette/Musical auch Ballett darbietet. Sie verfügt über das größte Ensemble einer Oper in Deutschland und – einmalig in Deutschland – über zwei Stammbühnen, das Opernhaus Düsseldorf und das Theater Duisburg, sowie zwei Sinfonieorchester, die Duisburger Philharmoniker und die Düsseldorfer Symphoniker. Generalintendant war von 2009 bis 2025 Christoph Meyer. Chefdirigent ist seit 2024 Vitali Alekseenok. Die Gesellschaft ist ein horizontal gemischtöffentliches Unternehmen.
1955 schlossen die Nachbarstädte einen Vertrag über die Bildung der Oper. Die Theatergemeinschaft begann am 28. September 1956 mit der Spielzeit 1956/1957.

## Geschichte

### Erste Theatergemeinschaft Düsseldorf-Duisburg

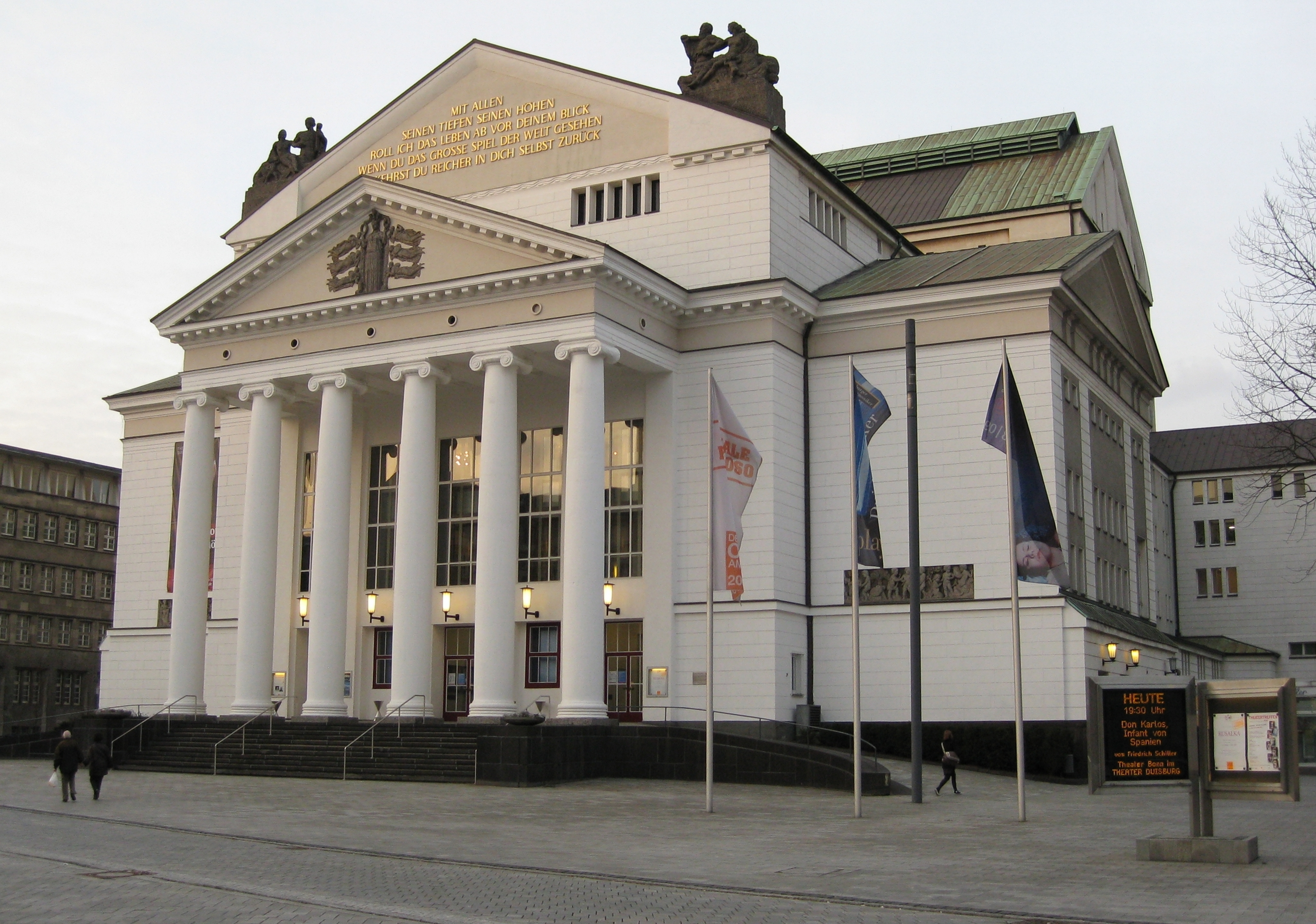
Das Duisburger Theater (2009)

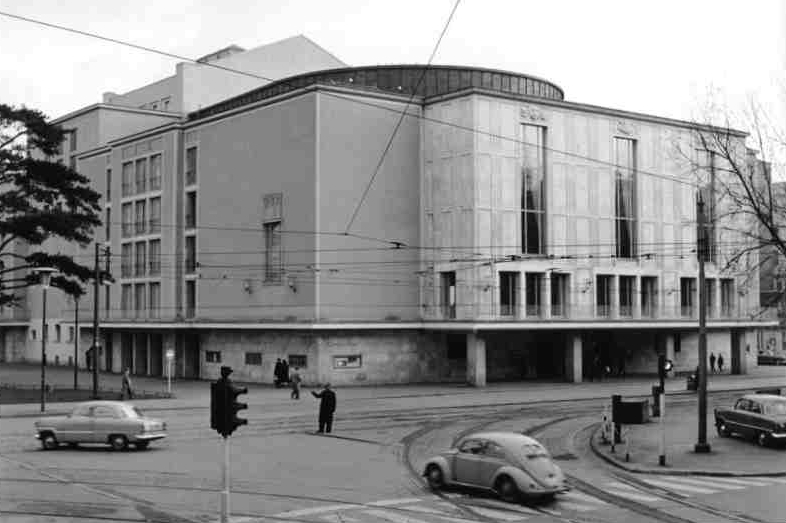
Das Düsseldorfer Opernhaus (1959)

1873 wurde mit dem Bau des Stadttheaters Düsseldorf, der ersten Oper in Düsseldorf, nach den Plänen von Baurat Ernst Giese begonnen. Man begann bereits am 28. November 1875, bevor der Bau überhaupt vollendet war, im halbfertigen Theater mit dem Spielbetrieb. Die weit über das Veranschlagte hinausgehenden Kosten und der Druck der Privatunternehmer, die den Theaterbetrieb unterhalten wollten, führte zu dieser Entscheidung der Stadt Düsseldorf, die im Besitz des Gebäudes war.
Am 13. November 1887 erfolgte mit Carl Maria von Webers Preziosa die Einweihung der Duisburger Tonhalle, die dank der großen Spendenfreude der Duisburger Bürgerschaft erbaut wurde. Man entschied sich in Duisburg für eine Theatergemeinschaft mit Düsseldorf. Direktor der beiden Häuser in Düsseldorf und Duisburg war von 1903 bis 1920 Ludwig Zimmermann.
In Ergänzung zur Tonhalle wurde in Duisburg in den Jahren 1911/1912 ein neues Theater errichtet, das am 7. November 1912 feierlich eingeweiht wurde. Bedingt durch den Ersten Weltkriegs wurde erst ab 1919 ein eigenes Ensemble aufgebaut. Daraufhin wurde in Duisburg beschlossen, den Vertrag mit Düsseldorf aufzuheben. Die letzte Vorstellung im Rahmen der Theatergemeinschaft mit Düsseldorf fand am 21. Juni 1921 mit Richard Wagners Die Meistersinger von Nürnberg statt.

### Theatergemeinschaft Duisburg-Bochum 1921–1935
Am 25. September 1921 wurde die Duisburger Oper gegründet und es kam zu einer Theatergemeinschaft mit der Stadt Bochum. Die Schauspielaufführungen des Schauspielhauses Bochum wurden nach Duisburg und gleichzeitig musikalische Aufführungen der Duisburger Oper nach Bochum übernommen. Generalintendant beider Häuser wurde Saladin Schmitt. Mit Ablauf der Spielzeit 1934/35 endete die Theatergemeinschaft mit Bochum. Nachfolger von Saladin Schmitt wurde der Operndirektor Rudolf Scheel.

### Oper Düsseldorf 1921–1956
Nach Auflösung der ersten Theatergemeinschaft mit Duisburg im Jahr 1921 übernahm die Stadt Düsseldorf den Spielbetrieb und taufte das Theatergebäude in Düsseldorf in „Opernhaus Düsseldorf“ um. Zwischen 1929 und 1933 wirkte Jascha Horenstein als Musikdirektor in diesem Haus. Er war von Walter Bruno Iltz engagiert worden, der die Generalintendanz von 1927 bis 1937 innehatte.
1943 wurde das Düsseldorfer Opernhaus durch Bomben zerstört, aufgrund einer Weisung der Reichstheaterkammer in kurzer Zeit hastig wieder aufgebaut und am 1. Mai 1944 mit der Oper Fidelio wieder eröffnet.
Nach dem Zweiten Weltkrieg begann die Bespeielung der Düsseldorfer Bühne am 9. Oktober 1945 mit der  Oper Tosca. Das Opernhaus diente nun auch dem Schauspiel als Spielstätte. Gustaf Gründgens übernahm die Leitung aller Düsseldorfer Theater.
Als Tagungsort für die erste Sitzung des Landtags Nordrhein-Westfalen diente das Düsseldorfer Opernhaus am 2. Oktober 1946. Von der britischen Besatzungsmacht ernannte Vertreter begannen hier das parlamentarische Leben des gerade gegründeten Landes Nordrhein-Westfalen.
Die Düsseldorfer Stadtverwaltung holte 1951 Walter Bruno Iltz nach Düsseldorf, er wurde als Generalintendant der „Städtischen Bühnen Düsseldorf“ berufen, als Gustaf Gründgens 1951 mit der Gründung der „Neuen Schauspiel-Gesellschaft mbH“ sich auf das Sprechtheater beschränkte und damit Intendant des Düsseldorfer Schauspielhauses wurde. Am 6. April 1951 kam es zum Abschluss des Vertrages mit Bruno Walter Iltz als Generalintendant der Städtischen Bühnen. Nach zweijährigen, von Paul Bonatz geleiteten Wiederaufbauarbeiten wurde das Düsseldorfer Opernhaus am 22. April 1956 mit einer Aufführung der Oper Fidelio wieder eröffnet.
1956 zog sich Walter Bruno Iltz nach Erreichung der Altersgrenze, aber auch wegen Angriffen auf seinen Spielplan, vom Theater zurück.

### Oper Duisburg 1935–1956
Unmittelbar nach einer Aufführung der Oper Tannhäuser im Jahr 1942 wurde das Duisburger Haus durch einen Luftangriff schwer getroffen und fast gänzlich zerstört. Die Aufführungen fanden jedoch weiterhin statt. Als Ersatz diente der Mercator-Filmpalast und das Thyssen-Casino in Duisburg sowie die Stadthallen in Mülheim an der Ruhr und in Rheinhausen. Im September des Jahres 1943 ordnete der Reichspropagandaminister Joseph Goebbels an, die Duisburger Oper nach Prag zu evakuieren, wo bis Mitte 1944 der Spielbetrieb im Deutschen Opernhaus und im Ständetheater weiter geführt wurde. Dies markierte gleichzeitig das Ende der Duisburger Oper. Aufgrund der Kriegswirren wurden am 1. September 1944 alle Theater in Deutschland geschlossen.
Nach dem Wiederaufbau Ende der 1940er Jahre wurde das Duisburger Haus am 1. Oktober 1950 mit dem Schauspiel Emilia Galotti durch das Ensemble des Schauspielhaus Bochum wieder eröffnet. Man verzichtete zunächst auf eine eigene Besetzung und führte Gastspiele musikalischer Werke und Schauspiele der Theater in Bochum, Düsseldorf, Essen, Gelsenkirchen, Köln, Rheydt und Wuppertal auf. Bis zur Fertigstellung des Bühnenhauses 1952 fanden die Aufführungen auf einer Vorbühne statt.

### Deutsche Oper am Rhein ab 1956
Nach dem Eintritt in den Ruhestand des Düsseldorfer Generalintendanten Walter Bruno Iltz im  Jahr 1956 wurde eine generelle Neuordnung des Musiktheater- und Ballettbereiches in Düsseldorf möglich, die im selben Jahr unter der Leitung des ersten Generalintendanten Hermann Juch zur Gründung einer Zweistädtepartnerschaft von Düsseldorf und Duisburg für diese Sparten führte.
Nach der Gründung der Theatergemeinschaft Düsseldorf-Duisburg startete die erste Spielzeit der Deutschen Oper am Rhein in Düsseldorf mit der Oper Elektra am 29. September 1956 und in Duisburg am 30. September mit Falstaff. Mit der Saison 1964/65 begann Grischa Barfuss seine über 20 Jahre dauernde Generalintendanz. Ihn löste 1986 Kurt Horres als dritter Generalintendant der Deutschen Oper am Rhein ab. Tobias Richter wurde in der Spielzeit 1996/97 vierter Generalintendant. Mit Beginn dieser Saison eröffnete die Operngesellschaft in Düsseldorf-Oberkassel eine Ballettschule für Nachwuchstalente im Alter von acht bis 16 Jahren. Der Kontakt zum etablierten Ballettensemble an den beiden Spielstätten galt als vorteilhaft.
Die Theaterwerkstatt der Deutschen Oper am Rhein befindet sich heute im Duisburger Stadtteil Wanheim. 2006 begann man mit intensiven Sanierungsarbeiten am Düsseldorfer Haus. Der Theaterbetrieb lief in einer mobilen Behelfsspielstätte (Rom–RheinOperMobil) am Düsseldorfer Fernsehturm weiter. Das renovierte Opernhaus sollte ursprünglich am 7. April 2007 mit einer Aufführung von La Traviata wiedereröffnet werden. Die Stadt Düsseldorf kündigte jedoch wegen Nachforderungen in Millionenhöhe den Bauvertrag und beauftragte eine andere Baufirma mit der Fortführung der Arbeiten. Die Rückkehr ins Stammhaus an der Heinrich-Heine-Allee erfolgte am 18. August 2007 mit der Wiederaufnahme von La traviata. Die Kosten für die Sanierung beliefen sich auf rund 30 Mio. EUR. Es wurden auch ursprünglich nicht geplante Sanierungsarbeiten im Innenraum vorgenommen wie die Erneuerung der Bestuhlung.
Die Rheinoper feierte in der Spielzeit 2006/2007 ihr 50-jähriges Bestehen („Goldene Hochzeit“).
Aufgrund der angespannten Haushaltslage der Stadt Duisburg wurde als Sparmaßnahme kontrovers diskutiert, die Zusammenarbeit mit dem Düsseldorfer Opernhaus aufzukündigen und im Duisburger Haus nur noch Gastspiele stattfinden zu lassen.
Am 25. Juni 2012 hat der Duisburger Stadtrat mit der Mehrheit von SPD und Grünen für den Erhalt der Kooperation der Deutschen Oper am Rhein zwischen den Städten Duisburg und Düsseldorf gestimmt. Zuvor hatten rund 53.100 Unterzeichner eine Petition zum Erhalt beider Häuser unterstützt. Ab 2014 wird die Rheinoper rund eine Million Euro einsparen müssen.
Christoph Meyer beendete seinen Vertrag als Intendant zum 31. März 2025 vorzeitig aus gesundheitlichen Gründen. Im Juni 2025 wurde bekanntgegeben, dass Ina Karr ab der Spielzeit 2027/28 die Nachfolge von Christoph Meyer als Generalintendantin der Deutschen Oper am Rhein antreten soll.

## Leitung

### Intendanten seit 1960
- 1960–1964: Peter Ebert
- 1964–1986. Grischa Barfuss
- 1986–1996: Kurt Horres
- 1996–2009: Tobias Richter
- 2009–2025: Christoph Meyer[1]
- seit 2025: Alexandra Stampler-Brown und Marwin Wendt (interimistische Leitung)[1]
- ab 2027: Ina Karr[1]

### Generalmusikdirektoren seit 1958
- 1958–1962: Alberto Erede
- 1965–1981: Günther Wich
- 1981–1986 Hiroshi Wakasugi
- 1986–1996: Hans Wallat
- 1996–1999: Zoltán Pesko
- 1999–2009: John Fiore
- 2009–2024: Axel Kober
- seit 2024 ist diese Position nicht besetzt, Chefdirigent ist Vitali Alekseenok

### Ballettdirektoren
- 1964–1983: Erich Walter
- 1984–1991: Paolo Bortoluzzi
- 1991–1996: Heinz Spoerli
- 1996–2009: Youri Vámos
- 2009–2020: Martin Schläpfer
- 2020–2024: Demis Volpi
- seit 2024: Raphaël Coumes-Marquet & Bridget Breiner